# Sun Jin
Sun Jin (晉 孫, 13 maart 1980) is een Chinees-Hongkongs tafeltennisspeelster. Zij vormde een dubbelspelteam met Yang Ying dat verliezend finalist was op zowel het WK in Eindhoven 1999, op het WK in Osaka 2001 en op de Olympische Zomerspelen 2000. Met de Chinese nationale ploeg werd ze wel twee keer wereldkampioen in het landentoernooi en met Ying won ze in 2000 de ITTF Pro Tour Grand Finals dubbelspel. Sun Jin komt sinds 2008 voor Hongkong uit.

## Sportieve loopbaan
Jin maakte haar debuut in het internationale (senioren)circuit op het Japan Open in 1997, een toernooi in het kader van de ITTF Pro Tour. Ze bereikte meteen de finale, die ze wel verloor van Wang Chen. Ze verloor daarna nog vijf finales op de Pro Tour, voor ze in 1999 op het Zweden Open haar eerste titel in het enkelspel pakte. Jin had toen al wel vier dubbelspeltitels op haar naam geschreven.
Haar grootste succes op de Pro Tour bereikte ze niettemin in 2000, toen ze samen met Ying voor het tweede jaar achter elkaar de eindstrijd van de ITTF Pro Tour Grand Finals bereikte. De eerste keer verloren ze deze nog van hun landgenoten Li Ju en Wang Nan, maar in 2000 wonnen ze de titel.
Jin speelde van 1999 tot en met 2001 drie WK's, waarop ze vijf keer een eindstrijd haalde. Die met het Chinese vrouwenteam in 2000 en 2001 won ze, maar zowel haar beide finales in het vrouwendubbel als die in het gemengddubbelspel leverden slechts zilver op. In het vrouwendubbel moesten Ying en zij het zowel in 1999 als in 2001 andermaal opnemen tegen Li Ju en Wang Nan, die beide keren wonnen. In het tussenliggende jaar veroordeelde hetzelfde duo Jing en Ying ook nog tot zilver op de Olympische Zomerspelen 2000. In '99 bereikte Jin met haar landgenoot Feng Zhe daarnaast de eindstrijd in het gemengd dubbel. Hierin blokkeerden Zhang Yingying en Ma Lin ook al de weg naar goud.

## Erelijst
Belangrijkste resultaten:
- Wereldkampioen landenteams 2000 en 2001 (met China)
- Verliezend finaliste WK dubbelspel 1999 en 2001 (beide met Yang Ying)
- Verliezend finaliste WK gemengd dubbel 1999 (met Feng Zhe)
- Brons World Cup 2000
- Verliezend finaliste Olympische Zomerspelen 2000 dubbelspel (met Yang Ying)
- Winnares Aziatische kampioenschappen landenteams 1998 en 2000 (beide met China)

ITTF Pro Tour:
Enkelspel:
- Winnares Zweden Open 1999
- Winnares Denemarken Open 2000

Dubbelspel:
- Winnares ITTF Pro Tour Grand Finals dubbelspel 2000, verliezend finaliste in 1999 (beide met Yang Ying)
- Winnares Joegoslavië Open 1998 (met Lin Ling)
- Winnares Zweden Open 1998 (met Lin Ling) en 1999 (met Yang Ying)
- Winnares Japan Open 1999 en 2000 (beide met Yang Ying)
- Winnares China Open 2000 (met Yang Ying)
- Winnares Denemarken Open 2000 (met Lin Ling)